# Vườn ngôn từ
Vườn ngôn từ (言の葉の庭 Kotonoha no Niwa), là một anime dài 46 phút của Nhật, đạo diễn bởi Shinkai Makoto và được phát hành ngày 31 tháng 5 năm 2013. Phim được công chiếu cùng với một phim ngắn tên Ánh nhìn của ai đó (だれかのまなざし Dareka No Manazashi). Đây cũng là anime dài đầu tiên Shinkai Makoto thực hiện không cộng tác cùng đồng nghiệp lâu năm của mình là nhạc sĩ Tenmon.
Tháng 9 năm 2013, PROUD - đơn vị tài trợ cho Dareka no Manazashi đã đăng toàn bộ phim ngắn này trên YouTube cùng phụ đề tiếng Anh cho người dùng quốc tế. Phim ngắn này đã được liệt vào dạng phim dày đặc phong cảnh (scenery porn).
Tháng 11 năm 2013, Liên hoan phim Nhật Bản "Thổi làn gió mới! Phim truyện và hoạt hình Nhật Bản 2013" đã trình chiếu bộ phim với tựa tiếng Việt chính thức là Vườn ngôn từ.
Phiên bản tiểu thuyết và manga được xuất bản tại Việt Nam với tựa tiếng Việt là Khu vườn ngôn từ.

## Cốt truyện
Akizuki Takao là một học sinh 15 tuổi, sống với mẹ và anh trai (sắp chuyển ra riêng với bạn gái), và tin rằng "chỉ có đóng giày mới mang cậu thoát khỏi nơi này".
Một buổi sáng mùa mưa, trên đường đến trường, cậu đã trốn học và đến một khu vườn kiểu Nhật để phác thảo mẫu giày và bắt gặp một phụ nữ ăn mặc chỉn chu tên Yukino Yukari đang ngồi uống bia ngắm mưa rơi. Họ không nói nhau lời nào, nhưng khi trời tạnh mưa, người phụ nữ đã để ý phù hiệu của Takao và từ biệt cậu bằng một bài tanka khiến cậu bối rối. Tiếp tục những buổi sáng trời mưa tiếp theo, họ lại gặp nhau và dần dần trở nên thân thiết hơn (nhưng không tự giới thiệu về bản thân bao giờ). Khi Yukari biết và cảm thấy hứng thú với ước mơ đóng giày của Takao, cậu quyết định làm một đôi giày cho cô ấy. Trong lúc Takao đo cỡ chân của mình, Yukari nói mình cần phải tự " bước đi", ám chỉ về những phiền muộn cá nhân cô. Và rồi mùa mưa kết thúc, cả hai người tự nhủ nên để người kia quay trở lại cuộc sống bình thường thì tốt hơn nhưng đồng thời, cũng thầm ước cho trời cứ mưa để họ được gặp nhau.
Sau kì nghỉ hè, Takao quay trở lại trường và phát hiện ra Yukari là giáo viên trường khi bạn cậu gọi tên cô, "Yukino-sensei". Bạn cậu còn cho biết cô giáo đã vắng mặt một thời gian do áp lực và stress từ vụ việc một nam sinh có tình cảm với cô và bạn gái của nam sinh đó, Aizawa, vì ghen nên đã tung tin đồn để gây khó dễ cho cô. Yukari chọn giải pháp tránh đối mặt vấn đề và thường ra công viên để tự trấn an mình khỏi nỗi sợ hãi và cô đơn, để có thể tự "bước đi" tiếp. Lúc này, Takao bất bình trước cách hành xử của đám Aizawa đã tìm gặp họ và hai bên xảy ra xô xát.
Sau đó, cậu ra khu vườn và bắt gặp Yukari bên một dòng nước. Tại đây, cậu đã đọc bài tanka đối lại bài tanka ngày trước của Yukari. Cô chúc mừng cậu và nói rằng đã tưởng cậu sẽ nhận ra cô là giáo viên văn học cổ điển. Hai người tiếp tục trò chuyện vui vẻ cho đến khi trời mưa giông khiến cả hai người đều bị ướt và họ chạy đến căn hộ của Yukari. Ở căn hộ, Takao đã thổ lộ tình cảm của mình với Yukari và nhận lại sự chối từ tế nhị của cô (cậu bị sửa cách xưng hô và được Yukari cho biết cô sẽ quay về quê). Takao ra về trong sự ngỡ ngàng và tức giận, để lại một mình Yukari khóc và nhớ về quãng thời gian của hai người. Nhận ra lỗi lầm của mình, cô chạy đuổi theo Takao, lúc đó đang đứng bần thần nhìn mưa rơi nơi cầu thang. Takao giận dữ nói cô về việc cậu đã thất vọng thế nào khi cảm thấy bị một người lớn như cô coi thường và cô không mở lòng với cậu (lúc này Takao không gọi cô là sensei mà là anata - ngôi thứ hai, thể lịch sự trong tiếng Nhật). Yukari oà khóc to hơn và chạy đến ôm lấy cậu, cho cậu biết thực ra tại khu vườn ấy, cậu đã cứu rỗi cô khi cô thấy sợ hãi hơn bao giờ hết. Xung quanh họ, mưa dần tạnh và nắng bắt đầu lên.
Đoạn cuối phim tua nhanh những diễn biến trong cuộc sống mỗi người một nơi của họ: Takao tới Ý học nghề làm giày để làm một đôi giày thật đẹp cho Yukari như lời hứa của hai người, còn Yukari dạy học ở trường mới. Vào mùa đông, cậu lại đến thăm khu vườn và lôi bức thư (đề ngày 3 tháng 2 năm 2014) của Yukari gửi cậu ra đọc. Lúc đem ra đôi giày thành phẩm cho Yukari để ngắm, cậu tự hứa sẽ tự mình bước đi thật xa để tìm gặp cô.

## Lồng tiếng
- Irino Miyu lồng tiếng cho Akizuki Takao (秋月 孝雄 hay còn phiên âm là Akidzuki Takao?)
- Hanazawa Kana lồng tiếng cho Yukino Yukari (雪野 百香里?)
- Maeda Takeshi lồng tiếng cho anh trai Takao
- Hirano Fumi lồng tiếng cho mẹ Takao
- Inoue Suguru lồng tiếng cho Matsumoto (松本?)
- Han Megumi lồng tiếng cho Satō (佐藤?)
- Komatsu Mikako lồng tiếng cho Aizawa (相沢?)

## Chủ đề
Shinkai Makoto viết trên website của mình rằng đây là phim đầu tiên ông làm về tình yêu theo đúng nghĩa nguyên thủy của tình yêu ở Nhật. Chữ yêu của người Nhật, Koi (恋 Luyến) ban đầu được viết là Koi (孤悲 Cô Bi) nghĩa là nỗi buồn một mình. Shinkai Makoto cho rằng khái niệm tình yêu hiện đại, Ai (愛 Ái) là du nhập từ phương Tây. Mặc dù bối cảnh phim là ở hiện tại, phim sẽ là về koi theo nghĩa nguyên sơ của nó: nỗi buồn khi lưu luyến ai đó trong đơn độc.

## Quá trình sản xuất
Shinkai Makoto thông báo trên website của mình đêm Giáng sinh 2012 rằng ông đang thực hiện một dự án anime mới có tên Kotonoha no Niwa. Trên tấm hình quảng bá trên website của ông có ghi một câu Câu chuyện về tình yêu (孤悲 Cô Bi) thậm chí còn xưa hơn cả tình yêu (愛 Ái) ("愛"よりも昔、"孤悲（こい）"のものがたり).
Tsuchiya Kenichi phụ trách khâu thiết kế nhân vật, Takiguchi Hiroshi phụ trách chỉ đạo hình ảnh và Kashiwa Daisuke phụ trách phần âm nhạc. Bài hát chủ đề của phim, Rain, được hát bởi Hata Motohiro (sáng tác bởi Oe Senri). Phông nền phim chủ yếu được thực hiện dựa trên các bức hình chụp Shinjuku Gyoen.

## Âm nhạc
- "Kotonoha" (言ノ葉 Lời nói?) - trình bày bởi Hata Motohiro, nhưng cuối cùng không được sử dụng trong phim.
- "Rain" (nghĩa: Mưa) - trình bày bởi Hata Motohiro và được sử dụng làm nhạc cuối phim.
- "Swan Song" (nghĩa: Khúc hát thiên nga) - sáng tác bởi Kashiwa Daisuke, trích từ album "88" và được sử dụng làm nhạc nền phim.

## Phát hành
28 tháng 4 năm 2013, phim đã được công chiếu lần đầu tại Liên hoan phim Gold Coast tổ chức tại Queensland, Úc. Trước đó, ngày 24 tháng 4, Sentai Filmworks đã thông báo rằng đơn vị này sẽ phát hành anime này tại khu vực Bắc Mỹ. Cũng trong ngày công chiếu phim, đĩa DVD và Blu-ray phiên bản hạn chế của đã được phát hành. Tuy nhiên, đến ngày 21 tháng 6, DVD và Bluray mới được phát hành rộng rãi. Bộ phim đã bị phát tán trên mạng và được cộng đồng fansub dịch sang nhiều thứ tiếng.
Tháng 11 cùng năm tại Việt Nam, bộ phim được chiếu tại BHD Star Cineplex, Bitexco Financial Tower, TP. Hồ Chí Minh nằm trong Liên hoan phim Nhật có chủ đề "Thổi làn gió mới! Phim truyện và hoạt hình Nhật Bản 2013". Chương trình được cho là có quy mô lớn nhất tại Việt Nam đến thời điểm hiện tại, được tổ chức bởi Tổng Lãnh sự quán Nhật Bản tại TP. Hồ Chí Minh và Cục Văn hóa Nhật Bản, với sự hợp tác của tổ chức Japan Image Council. Theo đó, tên chính thức công chiếu của Kotonoha no Niwa là "Vườn ngôn từ".

## Xuất bản

### Manga
Bộ phim được Midori Motohashi đã chuyển thể thành manga. Manga ra mắt trên số tháng Sáu phát hành tháng 4 năm 2013 của tạp chí Afternoon. Phiên bản manga được nhà xuất bản Kim Đồng mua bản quyền và phát hành tại Việt Nam vào ngày 29 tháng 6 năm 2018.

### Tiểu thuyết
Shinkai đã tự mình tiểu thuyết hóa câu chuyện, thu hút sự chú ý trên Twitter. Tiểu thuyết được phát hành hàng tháng từ tháng 9 2013 đến tháng 4 2014 trên tạp chí Da Vinci. Phiên bản đầy đủ, với một cảnh mới, đã được xuất bản bởi Kadokawa Shoten vào ngày 11 tháng 4 năm 2014.
Tiểu thuyết đã được IPM mua bản quyền, dịch thuật và được nhà xuất bản Văn học phát hành vào năm 2015.